# В поисках «Бесконечности»
«В поисках „Бесконечности“» — мультипликационный сериал суммарным размером как обычно один эпизод — 45 минут, часть третьего сезона сериала «Доктор Кто» и одновременно спин-оффа «Абсолютный Доктор Кто», состоит из 13 эпизодов. Премьера первого эпизода состоялась 2 апреля 2007 года на канале BBC One, а 30 июня 2007 года состоялся показ его всего подряд, вместе с последним эпизодом 3 сезона «Последний Повелитель времени».

## Сюжет
Доктор и Марта отправляются в путешествие, чтобы найти ключи к «Бесконечности» — легендарному космическому кораблю, исполняющему желания. Однако злобный преступник Бальтазар тоже ищет судно.